# Alloscopus arborealis
Alloscopus arborealis — вид колембол родини Orchesellidae. Описаний у 2024 році.

## Поширення
Ендемік Філіппін. Виявлений в тропічному лісі на схилах гори Макілінг в провінції Лагуна на острові Лусон на півдні.

## Опис
Як всі представники роду Alloscopus, вид є повністю сліпим. Вид відрізняється від своїх родичів комбінацією: 7+7 макрохет на голові серії «An» і 1+1 на серії «M»; 13+13 макрохет на грудях II (проти 9–12) і 7+7 центрально на грудях III (проти 6+6); відсутність мікросенсіл на черевці I; черевце IV з чотирма сенсилами (проти трьох); і вентральна трубка з невеликою кількістю хет на задній поверхні (4–5 проти 11–23) і латеральному клапані (7 проти 9–16).